# Dirección General de Alimentación

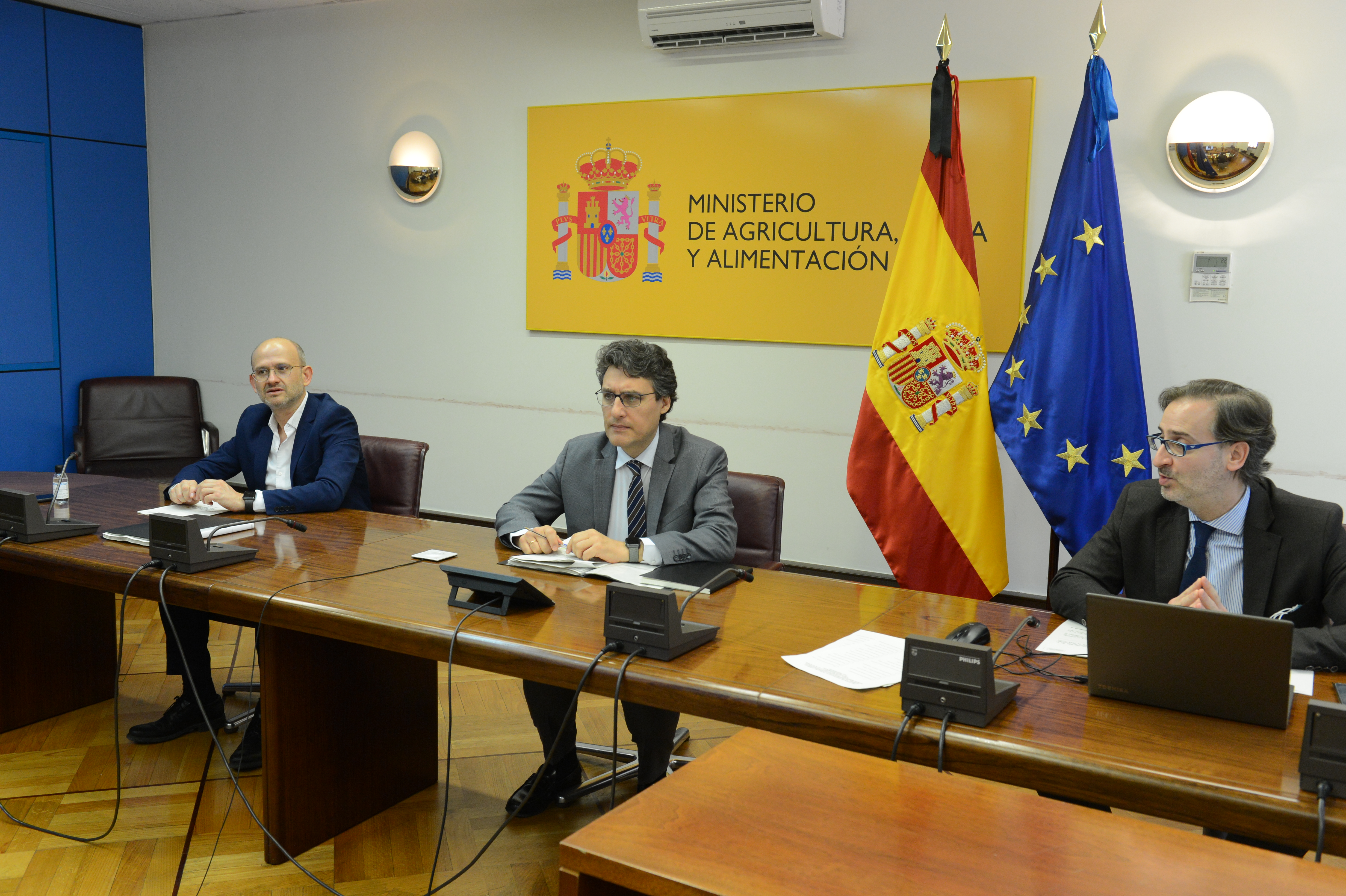
El director general, José Miguel Herrero (izq.), durante la reunión plenaria del Consejo General de Organizaciones Interprofesionales Agroalimentarias en mayo de 2020.

La Dirección General de Alimentación (DGA) de España es el órgano directivo del Ministerio de Agricultura, Pesca y Alimentación, adscrito a la Secretaría General de Recursos Agrarios y Seguridad Alimentaria, al que le corresponde la regulación del sector alimentario español, asegurando que se cumplen las normativas nacionales y europeas de control y sanitarias, así como sancionar las irregularidades y perseguir el fraude en la industria alimentaria.

## Historia
El origen de este órgano directivo se remonta a las directrices aprobadas por el Pleno del Congreso de los Diputados el 17 de septiembre de 1981 que solicitaban al Gobierno de la Nación que, antes de que acabase el año, este sustituyese el Ministerio de Agricultura y Pesca por el Ministerio de Agricultura, Pesca y Alimentación «con el fin de facilitar un tratamiento administrativo unitario de la producción, transformación y distribución de los productos alimenticios».
Con esta habilitación, en diciembre de 1981, el presidente del Gobierno Calvo-Sotelo creó el citado Ministerio asumiendo las competencias alimentarias de los departamentos de Industria y Energía y de Economía y Comercio, y entre sus órganos se encontraba la nueva Dirección General de Política Alimentaria. Junto a esta dirección general, también creó la Dirección General de Industrias Agrarias y Alimentarias, con la que quince años más tarde se fusionaría dando lugar a la Dirección General de Política Alimentaria e Industrias Agrarias y Alimentarias y adquiriendo todas las competencias que posee hoy en día.
A lo largo de los años ha variado constantemente en su denominación y estructura. Entre 1998 y 2004 se denominó Dirección General de Alimentación, Dirección General de Industria Agroalimentaria y Alimentación durante la primera legislatura de José Luis Rodríguez Zapatero y en la segunda Dirección General de Industria y Mercados Alimentarios y entre 2012 y 2023 se la conoció como Dirección General de la Industria Alimentaria.
En diciembre de 2023 recuperó uno de sus antiguas denominaciones, Dirección General de Alimentación.

## Estructura y funciones
De la Dirección General dependen los siguientes órganos con rango de subdirección general, a través de los cuales ejerce sus funciones:
- La Subdirección General de Competitividad de la Cadena Alimentaria, a la que le corresponde desarrollar las competencias del Departamento en materia de competitividad de las industrias agroalimentarias, de mejora del funcionamiento de la cadena alimentaria, y de fomento de la vertebración sectorial, a través del asociacionismo y de la economía social de carácter agroalimentario, y el apoyo e impulso a las organizaciones interprofesionales. Asimismo, se encarga de la propuesta y elaboración de la normativa en materia de la Ley 12/2013, de 2 de agosto, de medidas para mejorar el funcionamiento de la cadena alimentaria, realizar los estudios económicos que se puedan considerar oportunos para proponer y elaborar la normativa para mejorar el funcionamiento de la cadena alimentaria, y de resolver consultas sobre esta ley.
- La Subdirección General de Calidad y Sostenibilidad Alimentaria, a la que le corresponde ejercer las competencias del Departamento en materia de política de calidad alimentaria, especialmente en lo que concierne a su desarrollo normativo; desarrollar las líneas directrices en materia de producción ecológica, orgánica o biológica en el marco de la legislación nacional y europea; y desarrollar la política del Departamento en relación con la sostenibilidad de la producción de alimentos, a lo largo de la cadena, así como la política de lucha contra las pérdidas y el desperdicio alimenticio.
- La Subdirección General de Promoción de los Alimentos de España, a la que le corresponde facilitar la interlocución entre los diferentes componentes de la cadena alimentaria, analizar los componentes del consumo alimentario en España, su evolución y las tendencias, y proponer y desarrollar las líneas de actuación en materia de generación de conocimiento, comercialización y distribución de la cadena alimentaria. Asimismo, se encarga de proponer y desarrollar instrumentos encaminados a promocionar y orientar el consumo de productos agroalimentarios y pesqueros, en particular a través del diseño y realización de campañas institucionales de publicidad y de comunicación, en coordinación, en su caso, con la Secretaría General de Pesca e ICEX España Exportación e Inversiones, y la asistencia y colaboración con empresas y entidades asociativas de los sectores agroalimentario y pesquero para facilitar su participación en ferias y exposiciones nacionales e internacionales. Por último, en colaboración con el Fondo Español de Garantía Agraria (FEGA), participa en la gestión de los programas europeos de promoción alimentaria y en los programas escolares de distribución de frutas y hortalizas, plátanos y leche.
- La Subdirección General de Control de la Calidad Alimentaria y Laboratorios Agroalimentarios, cuyo titular es el Delegado de España ante la OIV, es responsable de desarrollar las líneas directrices en materia de política de calidad diferenciada alimentaria en lo que se refiere a denominaciones de origen protegidas, indicaciones geográficas protegidas, especialidades tradicionales garantizadas, menciones facultativas y tradicionales, o a cualquier otro sistema relativo a la protección y desarrollo de términos de calidad de los alimentos. Asimismo, tiene competencias en materia de control y defensa contra el fraude en la calidad alimentaria, es responsable de coordinar los programas nacionales de control oficial de los productos de calidad diferenciada y de la producción ecológica a lo largo de la cadena alimentaria, así como la vigilancia de marcas y supervisa los laboratorios agroalimentarios, ejerciando a través de estos las responsabilidades necesarias cobre control analítico y verificación de autenticidad de los productos agroalimentarios.

Todas las subdirecciones generales, en el ámbito de sus competencias, son responsables de cooperar con las comunidades autónomas y entidades representativas del sector en el desarrollo de estas funciones, en especial a través de las mesas de coordinación y sectoriales establecidas. Elaborar las propuestas que permitan establecer la posición española ante la Unión Europea y ante otros organismos o foros internacionales en relación con las competencias anteriores y representar y actuar como interlocutor ante dichas instancias internacionales, sin menoscabo de las competencias de otros órganos directivos del Departamento, ni las competencias de otros departamentos ministeriales.

### Adscripciones
- El Observatorio de la Cadena Alimentaria.

## Directores generales
| N.º | Nombre                            | Mandato                  | Mandato                  | Ministro(s)           | Ministro(s)                                                        |
| --- | --------------------------------- | ------------------------ | ------------------------ | --------------------- | ------------------------------------------------------------------ |
| 1   | Ismael Díaz Yubero                | 18 de enero de 1982      | 21 de junio de 1984      |                       | José Luis Álvarez y Álvarez                                        |
| 1   | Ismael Díaz Yubero                | 18 de enero de 1982      | 21 de junio de 1984      | Carlos Romero Herrera |                                                                    |
| 2   | Mariano Maraver y López del Valle | 29 de noviembre de 1984  | 13 de julio de 1992      |                       |                                                                    |
| 2   | Mariano Maraver y López del Valle | 29 de noviembre de 1984  | 13 de julio de 1992      | Pedro Solbes          |                                                                    |
| 3   | Luis Cacho Quesada                | 13 de julio de 1992      | 24 de julio de 1993      |                       |                                                                    |
| 4   | Josep Puxeu Rocamora              | 24 de julio de 1993      | 11 de mayo de 1996       |                       | Vicente Albero (1993-1994) Luis María Atienza (1994-1996)          |
| 5   | María del Pilar Ayuso González    | 18 de mayo de 1996       | 8 de mayo de 1999        |                       | Loyola de Palacio                                                  |
| 6   | Fernando Zamácola Garrido         | 8 de mayo de 1999        | 6 de mayo de 2000        |                       | Jesús Posada Moreno                                                |
| 7   | Francisco Simón Vila              | 6 de mayo de 2000        | 5 de octubre de 2002     |                       | Miguel Arias Cañete                                                |
| 8   | Begoña Nieto Gilarte              | 5 de octubre de 2002     | 8 de mayo de 2004        |                       | Miguel Arias Cañete                                                |
| 9   | Jorge Antonio Santiso Blanco      | 8 de mayo de 2004        | 27 de agosto de 2005     |                       | Elena Espinosa Mangana (2004-2010) Rosa Aguilar (2010-2011)        |
| 10  | María Echevarría Viñuela          | 9 de septiembre de 2005  | 4 de febrero de 2006     |                       | Elena Espinosa Mangana (2004-2010) Rosa Aguilar (2010-2011)        |
| 11  | Almudena Rodríguez Sánchez-Beato  | 4 de febrero de 2006     | 1 de mayo de 2008        |                       | Elena Espinosa Mangana (2004-2010) Rosa Aguilar (2010-2011)        |
| 12  | Francisco Mombiela Muruzábal      | 1 de mayo de 2008        | 29 de septiembre de 2009 |                       | Elena Espinosa Mangana (2004-2010) Rosa Aguilar (2010-2011)        |
| 13  | Isabel Bombal Díaz                | 29 de septiembre de 2009 | 31 de diciembre de 2011  |                       | Elena Espinosa Mangana (2004-2010) Rosa Aguilar (2010-2011)        |
| 14  | Fernando José Burgaz Moreno       | 14 de enero de 2012      | 30 de junio de 2018      |                       | Miguel Arias Cañete (2012-2014) Isabel García Tejerina (2014-2018) |
| 15  | José Miguel Herrero Velasco       | 30 de junio de 2018      | Presente                 |                       | Luis Planas Puchades                                               |